# Ferdinando II d'Asburgo
Ferdinando II d'Asburgo (Graz, 9 luglio 1578 – Vienna, 15 febbraio 1637) è stato imperatore del Sacro Romano Impero dal 1619 alla sua morte. Le vicende connesse alla sua ascesa al trono imperiale determinarono l'inizio della guerra dei trent'anni.

## Biografia
Nato a Graz, Ferdinando di Stiria era figlio dell'arciduca Carlo II d'Austria e di Maria Anna di Wittelsbach. Nato in un'epoca di forti tensioni sociopolitiche e religiose, venne inviato dalla madre a studiare in un istituto retto da gesuiti a Ingolstadt, per sottrarlo alle influenze protestanti. La morte del padre nel 1590 lo portò a doversi occupare anticipatamente degli affari di Stato non appena divenne legalmente adulto nel 1595, dopo una reggenza del cugino arciduca Massimiliano III d'Austria tra il 1593 e il 1595.
I timori per la sua gracilità infantile (il fratello più vecchio era morto neonato) si erano nel frattempo dissipati: Ferdinando era cresciuto robusto, dimostrando propensione alla caccia e al buon cibo, ma non all'ampio consumo di alcolici caratteristico dei tempi. Cattolico estremamente devoto, ai limiti del fanatismo, si recò in pellegrinaggio a Loreto e a Roma. La sua fiducia nella Divina Provvidenza si era rinforzata durante la ribellione del 1590, quando la folla che protestava ferocemente a Graz venne dispersa da una tempesta.

### Arciduca d'Austria Interiore
Al momento della successione, diede segnali dei propri intenti ritornando alla vecchia versione del giuramento arciducale, precedente a quella del 1564, modificata per risultare più accettabile ai protestanti. Rifiutò anche i riconoscere apertamente la pacificazione di Bruck, con la quale suo padre aveva dovuto concedere nel 1578 il diritto di culto ai protestanti, non avendo mezzi per opporsi. Del resto il padre, lo zio e il loro cognato Guglielmo V di Baviera si erano incontrati già nell'ottobre 1579 a Monaco per concordare una politica di restaurazione cattolica, che venne tenacemente portata avanti negli anni successivi con alterne fortune. Le assemblee locali, utilizzate dai nobili protestanti per tentare di imporre le proprie condizioni agli arciduchi asburgici, erano state man mano fiaccate, ad esempio tramite l'immissione di nuova nobiltà cattolica. Poco desiderose di uno scontro frontale, riconobbero quindi nel 1597 il dominio di Ferdinando.
Forte dei suoi principi e supportato da consiglieri come il vescovo Brenner, il nuovo arciduca iniziò una politica più attiva e manifesta di soppressione del culto protestante nei propri territori, dopo essersi anche consultato col Papa in un viaggio a Roma. Dopo attenti preparativi per evitare che si ripetessero le proteste del 1580 e 1590, tutte e tre le assemblee dell'Austria Interiore vennero convocate simultaneamente, mantenendole però separate. Vennero quindi costrette ad accettare la presenza di un ecclesiastico cattolico nei loro comitati esecutivi. Brenner e una commissione cattolica protetta da armati presero ad agire concretamente, ad esempio espellendo pastori e insegnanti protestanti dalle varie cittadine stiriane. Si passò quindi alla chiusura di scuole e chiese protestanti e addirittura alla demolizione dei cimiteri. Brenner presiedette a un rogo di 10000 libri protestanti a Graz nel 1600.
Ferdinando celebrò i successi iniziali della sua politica di restaurazione cattolica sposando il 23 aprile 1600 Maria Anna di Baviera. I protestanti espulsi dai suoi territori in quegli anni, formalmente come eretici, furono undicimila. Tra di essi vi era Keplero, che si rifugiò a Praga alla corte di Rodolfo II. Questi infatti per mentalità era assai diverso dai parenti austriaci. Cionondimeno in quegli anni anche in Boemia si assistette a una polarizzazione della società, dovuta a una politica anti-protestante attiva da parte di ministri come il Lobkowicz.

### Imperatore

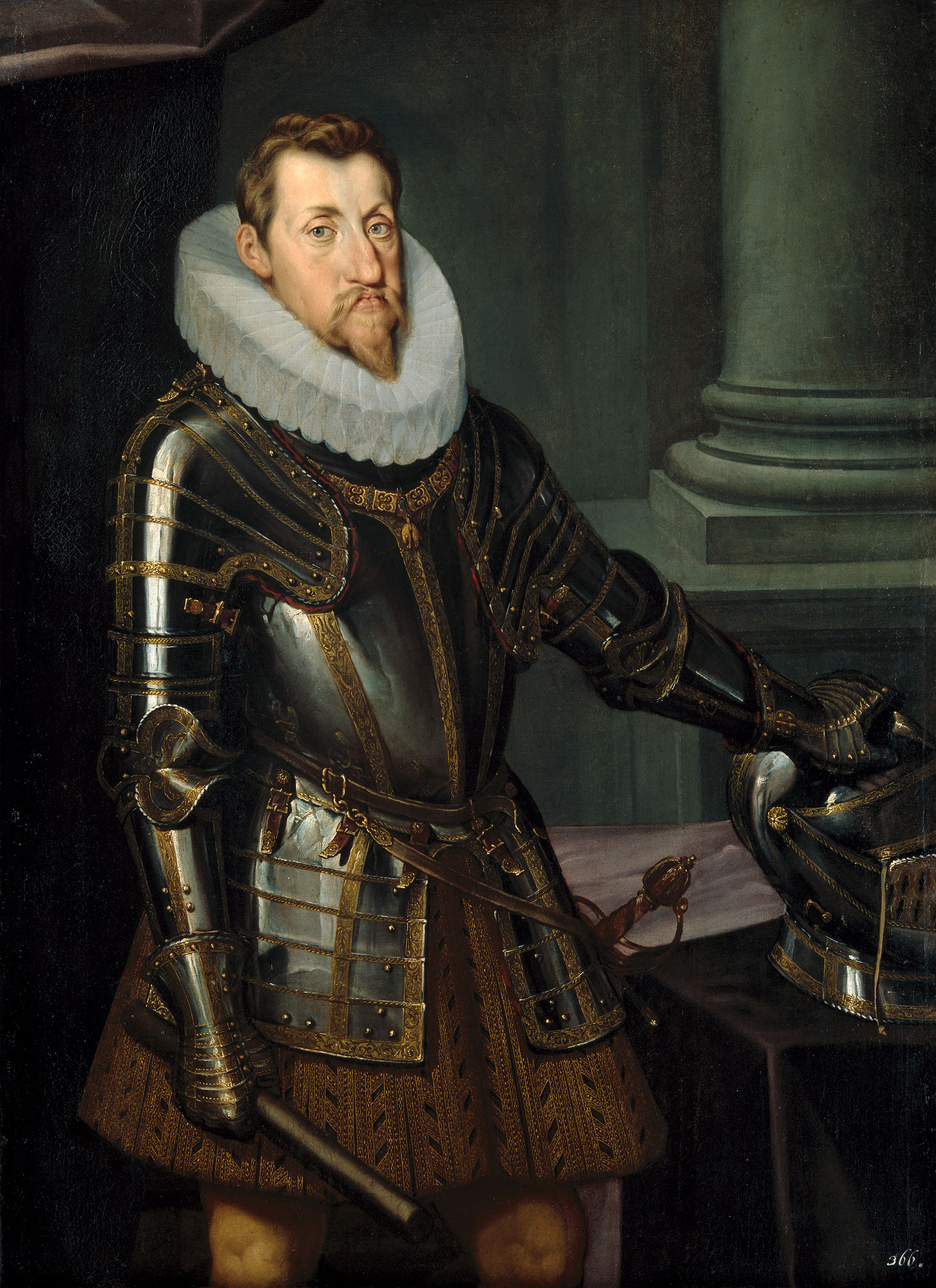
Ritratto in armatura dell'imperatore Ferdinando II d'Asburgo

Con il trattato di Oñate, Ferdinando ottenne il supporto dei Paesi Bassi spagnoli nella successione al cugino Mattia d'Asburgo, che morirà senza eredi nel 1619, in cambio di concessioni per l'Alsazia e l'Italia. Nel 1617 venne eletto re di Boemia dalla dieta boema, nel 1618 divenne re d'Ungheria e l'anno successivo imperatore del Sacro Romano Impero.
Il suo ultracattolicesimo causò però fin dall'inizio moltissime tensioni nei territori imperiali non cattolici, in particolare in Boemia. Egli non rispettava le libertà religiose garantite dai suoi predecessori e in particolare dalle lettere di maestà di Rodolfo II. Inoltre, Ferdinando fu un monarca assolutista che prevaricò gli storici diritti acquisiti dalla nobiltà locale. La sua politica impopolare fu tra le principali cause della Rivolta boema. La defenestrazione di Praga del 23 maggio 1618 è considerata l'evento scatenante della guerra dei trent'anni.
Ferdinando, col supporto della lega cattolica e del re di Spagna suo cugino, decise di reclamare i suoi possedimenti in Boemia e di schiacciare la ribellione. L'8 novembre 1620 le sue truppe, capeggiate dal generale belga Johann Tserclaes, conte di Tilly, schiacciarono i ribelli di Federico V del Palatinato che era stato eletto anch'egli re nel 1618. Dopo la fuga di Federico nei Paesi Bassi, Ferdinando ordinò la conversione forzata al cattolicesimo di Boemia e Austria, riducendo notevolmente anche il potere della Dieta imperiale.
Nel 1625, malgrado i sussidi ricevuti da Spagna e Stato Pontificio, Ferdinando versava ancora in una cattiva situazione finanziaria. Allo scopo di creare un'armata imperiale per proseguire la guerra, egli impiegò Albrecht von Wallenstein, uno degli uomini più ricchi di Boemia: quest'ultimo avrebbe diretto le fila della guerra e avrebbe ottenuto tutto il bottino preso durante le operazioni. Wallenstein riuscì a reclutare 30.000 uomini, coi quali fu in grado di sconfiggere i protestanti in Slesia, Anhalt e Danimarca. L'imperatore aveva intrapreso la guerra spinto dall'idea della maestà offesa e l'aveva condotta sulle prime come una guerra politica. Nel 1629, dopo una campagna vittoriosa, Ferdinando promulgò l'Editto di Restituzione, col quale i cattolici ottenevano tutti i territori di cui erano stati privati dopo la pace di Passavia del 1552.
Le sue pretese ultracattoliche fecero sì che i ribelli richiedessero l'intervento di Gustavo II Adolfo di Svezia. Ferdinando replicò duramente nel 1630, anche se non fu in grado di bloccare l'avanzata svedese dal nord della Germania verso l'Austria, subendo una pesante sconfitta alla battaglia di Breitenfeld. Il generale Tilly morì nel 1632 e Wallenstein venne richiamato al suo posto, raggruppando un esercito nel giro di solo una settimana in modo da espellere gli svedesi dalla Boemia.
Nel novembre del 1632 i cattolici vennero sconfitti nella battaglia di Lützen, ma Gustavo Adolfo perì nello scontro. Per la condotta ambigua del Wallenstein (che si concluse con il suo assassinio nel 1634) gli scontri presero una piega sfavorevole, ma le forze imperiali riuscirono comunque a prendere Ratisbona e furono vittoriose nella battaglia di Nördlingen. Le armate svedesi vennero sostanzialmente indebolite, ma rimase il terrore che Luigi XIII di Francia potesse entrare in guerra a favore dei protestanti per contrastare l'espansionismo dell'Impero (Enrico IV di Francia, padre di Luigi XIII, era stato capo degli ugonotti). Fu per questo che nel 1635 Ferdinando siglò un importante atto per l'epoca, la pace di Praga, che a ogni modo non pose fine alla guerra. Morì nel 1637, lasciando suo figlio Ferdinando III alla guida dell'Impero.

### La personalità di Ferdinando II

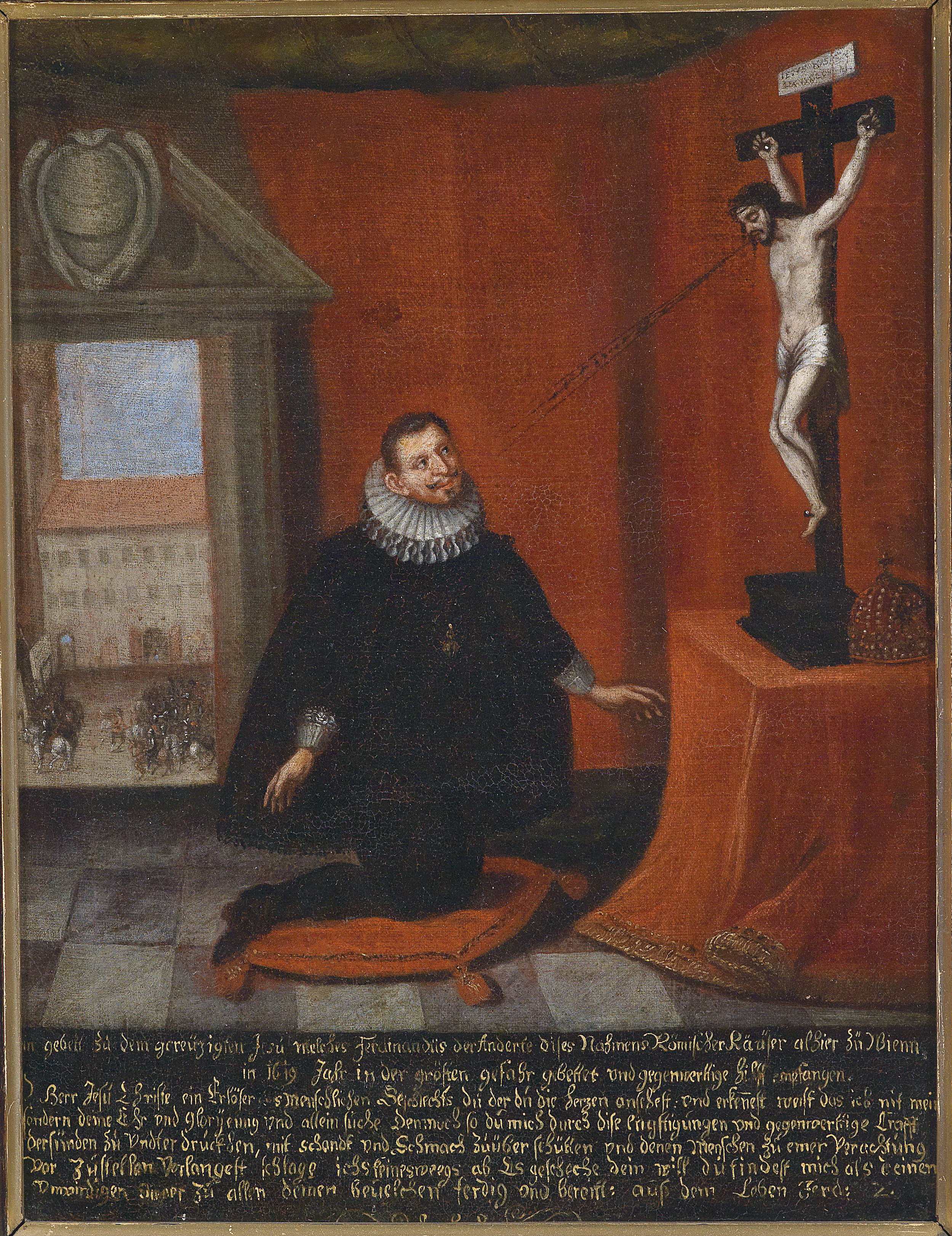
L'imperatore Ferdinando II d'Asburgo in preghiera

Ferdinando II aveva in comune col re Filippo II l'obiettivo ideale: la restaurazione dell'unità cattolica nell'occidente cristiano. Non aveva tuttavia la durezza politica del re spagnolo. Era piccolo di statura, bonario e affabile con tutti, ottimo marito per le sue due mogli (Maria Anna di Baviera, sposata il 30 aprile 1600 e morta l'8 marzo 1616, che gli diede sette figli; ed Eleonora Gonzaga, sposata il 4 febbraio 1622) e ottimo padre, sinceramente addolorato del male che era costretto ad arrecare ai suoi veri o supposti nemici.
Di abitudini semplici, amante della musica e della caccia, si lasciava influenzare dall'ambiente che lo circondava. Dando a piene mani, non pagava i suoi debiti e tollerava che nei grandi cambiamenti del 1620 in Boemia i suoi favoriti si arricchissero in modo favoloso. Nella modestia di spirito restava uomo coraggioso e tenace.
La devozione alla Chiesa e la fede nella potenza e nell'avvenire della casa d'Austria erano una cosa sola con la sua vita. I due sentimenti erano egualmente forti in lui. Un Impero senza riguardi verso la Chiesa egli lo concepiva ancor meno di una Chiesa che si opponesse allo Stato. E per attuare questa concezione egli agì con un'ostinazione che lo rese responsabile, insieme con gli altri, delle calamità della grande guerra.

### Il rapporto con il Wallenstein
Il Wallenstein corrispose da principio alle speranze del sovrano, cacciò il re di Svezia dalla Germania meridionale e lo affrontò nella battaglia di Lützen in Sassonia (6 novembre 1632) che, per la morte del suo avversario, fu per lui quasi una vittoria. Ma poi si manifestò il conflitto. Il Wallenstein voleva la pacificazione dell'Impero, passando sopra le questioni religiose e anche sopra lo stesso imperatore; l'imperatore voleva la guerra fino alla vittoria del cattolicesimo. Il Wallenstein mirava a raggiungere il suo scopo anche tradendo e umiliando l'imperatore, se fosse necessario; l'imperatore difendeva i suoi diritti sovrani, anche a costo della vita del suo generale. E il 25 febbraio 1634 il Wallenstein cadde a Eger sotto i colpi dei dragoni irlandesi. Una prova sicura della colpevolezza o dell'innocenza del Wallenstein manca ancora.

### Ferdinando II e i gesuiti
Egli fu esaltato nelle apologie dei gesuiti come un principe cattolico ideale e nello stesso tempo il suo nome fu maledetto come quello di un fanatico senza cuore: tra questi due opposti giudizi non c'è una via di mezzo, e nella storia la sua figura rimane incerta.

## Ascendenza
|                         |                         |                          | Genitori                   |  |  | Nonni |  |  | Bisnonni               |  |  | Trisnonni              |  |
|                         |                         |                          |                            |  |  |       |  |  | Filippo I di Castiglia |  |  | Massimiliano I del SRI |  |
|                         |                         |                          |                            |  |  |       |  |  | Filippo I di Castiglia |  |  | Massimiliano I del SRI |  |
|                         |                         | Maria di Borgogna        |                            |  |  |       |  |  | Filippo I di Castiglia |  |  |                        |  |
| Ferdinando I del SRI    |                         |                          |                            |  |  |       |  |  | Filippo I di Castiglia |  |  |                        |  |
|                         |                         | Giovanna di Castiglia    | Ferdinando II d'Aragona    |  |  |       |  |  |                        |  |  |                        |  |
|                         |                         | Giovanna di Castiglia    | Ferdinando II d'Aragona    |  |  |       |  |  |                        |  |  |                        |  |
|                         |                         | Giovanna di Castiglia    | Isabella di Castiglia      |  |  |       |  |  |                        |  |  |                        |  |
| Carlo II d'Austria      |                         | Giovanna di Castiglia    |                            |  |  |       |  |  |                        |  |  |                        |  |
|                         |                         | Ladislao VII Jagellone   | Casimiro IV Jagellone      |  |  |       |  |  |                        |  |  |                        |  |
|                         |                         | Ladislao VII Jagellone   | Casimiro IV Jagellone      |  |  |       |  |  |                        |  |  |                        |  |
|                         |                         | Ladislao VII Jagellone   | Elisabetta d'Asburgo       |  |  |       |  |  |                        |  |  |                        |  |
| Anna Jagellone          |                         | Ladislao VII Jagellone   |                            |  |  |       |  |  |                        |  |  |                        |  |
|                         |                         | Anna di Foix-Candale     | Gastone II di Foix-Candale |  |  |       |  |  |                        |  |  |                        |  |
|                         |                         | Anna di Foix-Candale     | Gastone II di Foix-Candale |  |  |       |  |  |                        |  |  |                        |  |
|                         |                         | Anna di Foix-Candale     | Caterina di Navarra        |  |  |       |  |  |                        |  |  |                        |  |
| Ferdinando II del SRI   |                         | Anna di Foix-Candale     |                            |  |  |       |  |  |                        |  |  |                        |  |
|                         | Guglielmo IV di Baviera | Alberto IV di Baviera    |                            |  |  |       |  |  |                        |  |  |                        |  |
|                         | Guglielmo IV di Baviera | Alberto IV di Baviera    |                            |  |  |       |  |  |                        |  |  |                        |  |
|                         | Guglielmo IV di Baviera | Cunegonda d'Asburgo      |                            |  |  |       |  |  |                        |  |  |                        |  |
| Alberto V di Baviera    | Guglielmo IV di Baviera |                          |                            |  |  |       |  |  |                        |  |  |                        |  |
|                         |                         | Maria Giacomina di Baden | Filippo I di Baden         |  |  |       |  |  |                        |  |  |                        |  |
|                         |                         | Maria Giacomina di Baden | Filippo I di Baden         |  |  |       |  |  |                        |  |  |                        |  |
|                         |                         | Maria Giacomina di Baden | Elisabetta di Wittelsbach  |  |  |       |  |  |                        |  |  |                        |  |
| Marianna di Wittelsbach |                         | Maria Giacomina di Baden |                            |  |  |       |  |  |                        |  |  |                        |  |
|                         |                         | Ferdinando I del SRI     | Filippo I di Castiglia     |  |  |       |  |  |                        |  |  |                        |  |
|                         |                         | Ferdinando I del SRI     | Filippo I di Castiglia     |  |  |       |  |  |                        |  |  |                        |  |
|                         |                         | Ferdinando I del SRI     | Giovanna di Castiglia      |  |  |       |  |  |                        |  |  |                        |  |
| Anna d'Asburgo          |                         | Ferdinando I del SRI     |                            |  |  |       |  |  |                        |  |  |                        |  |
|                         |                         | Anna Jagellone           | Ladislao II di Boemia      |  |  |       |  |  |                        |  |  |                        |  |
|                         |                         | Anna Jagellone           | Ladislao II di Boemia      |  |  |       |  |  |                        |  |  |                        |  |
|                         |                         | Anna Jagellone           | Anna di Foix-Candale       |  |  |       |  |  |                        |  |  |                        |  |
|                         |                         | Anna Jagellone           |                            |  |  |       |  |  |                        |  |  |                        |  |

## Matrimoni e discendenza
Sposò il 23 aprile 1600 la principessa Maria Anna di Baviera, dalla quale ebbe i seguenti figli:
- Cristina (1601);
- Carlo (1603);
- Giovanni Carlo (1605 - 1619);
- Ferdinando III, Imperatore del Sacro Romano Impero (1608 - 1657);
- Marianna d'Asburgo (1610 - 1665); sposa Massimiliano I di Baviera;
- Cecilia Renata d'Asburgo (1611 - 1644); sposa Ladislao IV Vasa, re di Polonia;
- Leopoldo Guglielmo d'Asburgo (1614 - 1662). Fu governatore dei Paesi Bassi.

Rimasto vedovo nel 1616, il 4 febbraio 1622 sposò la principessa Eleonora Gonzaga, dalla quale non ebbe figli.